# Elie Wiesel

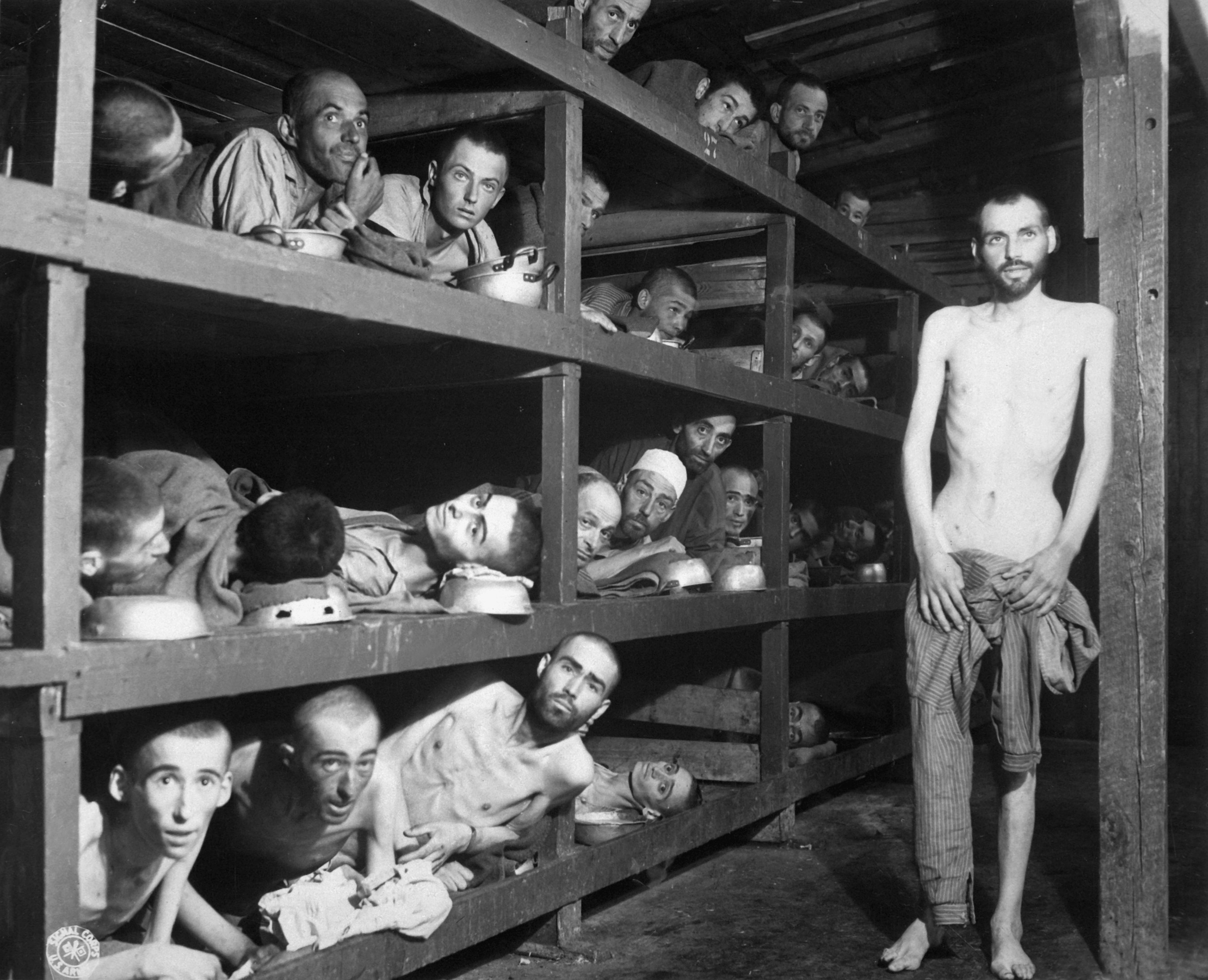
Wiesel ses på denna bild från Buchenwald tagen 1945. Han är nummer sju från vänster på andra raden.

Elie Wiesel (/ˈɛli ˌviːˈzɛl/), född 30 september 1928 i Sighet i Rumänien, död 2 juli 2016 på Manhattan i New York, var en amerikansk franskspråkig författare och överlevare av Förintelsen. Från år 1956 fram till sin död var han bosatt i USA. Han erhöll Nobels fredspris år 1986.

## Biografi
År 1944 fördes Wiesels familj, som var ungersk-judisk, till Nazitysklands förintelseläger. Större delen av hans familj mördades, men själv överlevde han Auschwitz och Buchenwald. Wiesel skrev trilogin Natten, Gryningen och Dagen om sina upplevelser i Auschwitz. Hans mest kända bok, Natten, utkom ursprungligen på jiddisch år 1956 under titeln Un di velt hot geshvign ("Och världen teg"). Senare reviderades och översattes den till franska med titeln La Nuit ("Natten").
Elie Wiesel uttalade sig under efterkrigstiden om ett stort antal länder över hela världen som i hans ögon kränkt de mänskliga rättigheterna.

## Utmärkelser
- Nobels Fredspris (1986)
- Wallenbergmedaljen (1990)
- American Academy of Arts and Letters (1996)
- Amerikanska Presidentens frihetsmedalj
- Hederslegionen
- Knight Commander of the Order of the British Empire, KBE
- Rumänska Stjärnans orden (2002)
- Hedersledamot av Rumänska akademien

## Översättningar till svenska
- Tiggaren i Jerusalem (Le mendiant de Jérusalem) (översättning Erland Rådberg, Gummesson, 1971)
- Natten (La nuit) (översättning Britt Arenander, Forum, 1972); nyöversättning (André Borchert, Bookmark, 2019)
- Gryningen (L'aube) (översättning Kerstin Hallén, Forum, 1973)
- Dagen (Le jour) (översättning Kerstin Hallén, Forum, 1974)
- Löftet i Kolvillàg (Le serment de Kolvillàg) (översättning Kerstin Hallén, Forum, 1975)
- Guds utkorade: bibliska gestalter i skriften och sägnerna (Célébration biblique) (översättning Viveka Heyman, Stegeland, 1977)
- Porträtt och legender: om chassidismen (Célébration hassidique: portraits el légendes) (översättning Kerstin Hallén, Forum, 1978)
- Från en mördad judisk poet: ett testamente (Le testament d'un poète juif assassiné)  (översättning Ingrid Krook, Atlantis, 1983)
- Den femte sonen (Le cinquième fils) (översättning Ulla Bruncrona, Atlantis, 1985)
- Skymning i fjärran (Le crépuscule, au loin) (översättning Ulla Bruncrona, Atlantis, 1989)
- Det glömda (L'oublié.) (översättning Ulla Bruncrona, Libris, 1993)
- Alla floder rinner mot havet: minnen (Tous les fleuves vont à la mer) (översättning Ulla Bruncrona, Natur och kultur, 1996)